# Сеп Блатер
Йозеф „Сеп“ Блатер (на немски: Joseph S. „Sepp“ Blatter – Йозеф Зеп Блатер) е 8-ият президент на ФИФА, избран на 8 юни 1998 г., наследил на този пост легендата Жоао Хавеланж. Преизбиран е през 2002, 2007, 2011 и 2015 г.

## Биография
Играе футбол от 1948 до 1971 г. във ФК „Сир“ (в родния му кантон Вале) от Швейцарската първа лига (четвърто ниво в страната). Известно време е треньор по футбол.
През 1959 г. завършва Икономическия факултет на университета в Лозана с диплома по бизнес и политикономия. Започва работа по „Връзки с обществеността“ в Туристическия съвет на кантон Вале (1959 – 1964), после е централен секретар на Швейцарската федерация по хокей на лед (1964 – 1966). Става директор на спортния департамент и завежда връзките с обществеността на компанията за часовници „Longines“ и като такъв участва в организирането на летните олимпийски игри през 1972 и 1976 година.
От 1975 година Блатер е на работа в Международната футболна федерация (ФИФА) – първо като технически директор (1975 – 1981), а после дълго е генерален секретар на ФИФА (1981 – 1998). Избран е за президент на ФИФА през 1998 година.
От 1999 г. е член на Международния олимпийски комитет.

## Корупционни скандали
През 2001 г. името му е в център на скандал, свързан с банкрута на компанията ISL/ISMM (партньор на ФИФА).
Той е преизбран като ръководител на ФИФА през 2002 г., побеждавайки Иса Хайоту в изборите. Отново е избран за лидер на световната футболна централа за още 4 години на 31 май 2007 година, въпреки че само 66 от 207-те членове на ФИФА го номинират, най-вече поради подозрения за корупция.
През 2015 г., в навечерието на изборите за президент на ФИФА, Йозеф Блатер отново е подложен на нападки от редица средства за масова информация във връзка с корупционен скандал в ръководството на федерацията.
На 29 май 2015 г. е преизбран за президент на ФИФА за 5-и мандат, след като на изборите Али бин ал-Хусейн оттегля кандидатурата си след първия тур, като на Блатер не му достигат 7 гласа за пълно мнозинство.
На 2 юни 2015 г. обявява, че напуска поста президент на ФИФА (само 3 дни след преизбирането му), но ще изпълнява задълженията до новите избори за президент на ФИФА.
На 24 септември 2015 г. прокуратурата на Швейцария започва углавно дело против Блатер по два параграфа – за „престъпна небрежност“ и „кражба“. Той се подозира, че незаконно е изплатил на президента на УЕФА Мишел Платини 2 млн швейцарски франка от средствата на ФИФА, което плащане е направено през февруари 2011 г. за извършени дейности в периода от януари 1999 до юни 2002 г..
На 21 декември 2015 г. Комитетът по етика на ФИФА взема решение за отстраняването за осем години от футболна дейност на Президента на Международната футболна федерация (ФИФА) Йозеф Блатер и ръководителя на Съюза на европейските футболни асоциации (УЕФА) Мишел Платини. Това решение е взето след разследване, в центъра на което е санкционираният от Блатер крупен паричен превод – 2 млн швейцарски франка (почти 2 млн долара) – на името на Платини.
На 24 февруари 2016 г. апелационният комитет ФИФА намалява сроковете за дисквалификация на Сеп Блатер и Мишел Платини от осем на шест години.

## Личен живот
Жени се и се развежда три пъти. Има дъщеря от първия брак. От 2014 г. живее на семейни начала с жена на име Линда Барас.